# Jared Borgetti
Jared Francisco Borgetti Echavarría (født 14. august 1973 i Culiacancito, Mexico) er en tidligere mexicansk fodboldspiller (angriber), og den mest scorende spiller i det mexicanske landsholds historie.

## Karriere
Borgetti startede sin seniorkarriere i 1994 hos Atlas, men slog først for alvor i gennem da han i 1996 skiftede til Torreón-klubben Santos Laguna. Han spillede for klubben de følgende otte sæsoner, og var med til at sikre den det mexicanske mesterskab i både 1997 og 2001.
Efter i 2005 at have spillet kortvarigt for CF Pachuca skiftede Borgetti til den engelske Premier League, hvor han skrev kontrakt med Bolton Wanderers. Opholdet her blev dog ikke nogen succes, og efter kun ét år forlod han England og endte efter også at have spillet for en klub i Saudi-Arabien igen i Mexico. Slutningen på hans karriere blev tilbragt her, og han repræsenterede blandt andet Cruz Azul, Chivas Guadalajara og CF Monterrey i løbet af sine sidste år som professionel.

### Landshold
Borgetti spillede over en periode på 11 år 89 kampe og scorede 46 mål for Mexicos landshold, hvilket giver ham nationens scoringsrekord. Hans første landskamp var en venskabskamp 5. februar 1997 mod Ecuador, mens hans sidste optræden i landsholdstrøjen fandt sted 22. juni 2008, i en VM-kvalifikationskamp på hjemmebane mod Belize.
Han repræsenterede sit land ved en lang række internationale slutrunder, heriblandt VM i 2002 i Sydkorea/Japan og VM i 2006 i Tyskland. Han var også med til at vinde guld ved de nordamerikanske mesterskaber CONCACAF Gold Cup i 2003.

## Titler
Liga MX
- 1997 og 2001 med Santos Laguna

CONCACAF Gold Cup
- 2003 med Mexico